# Hugo Zenne

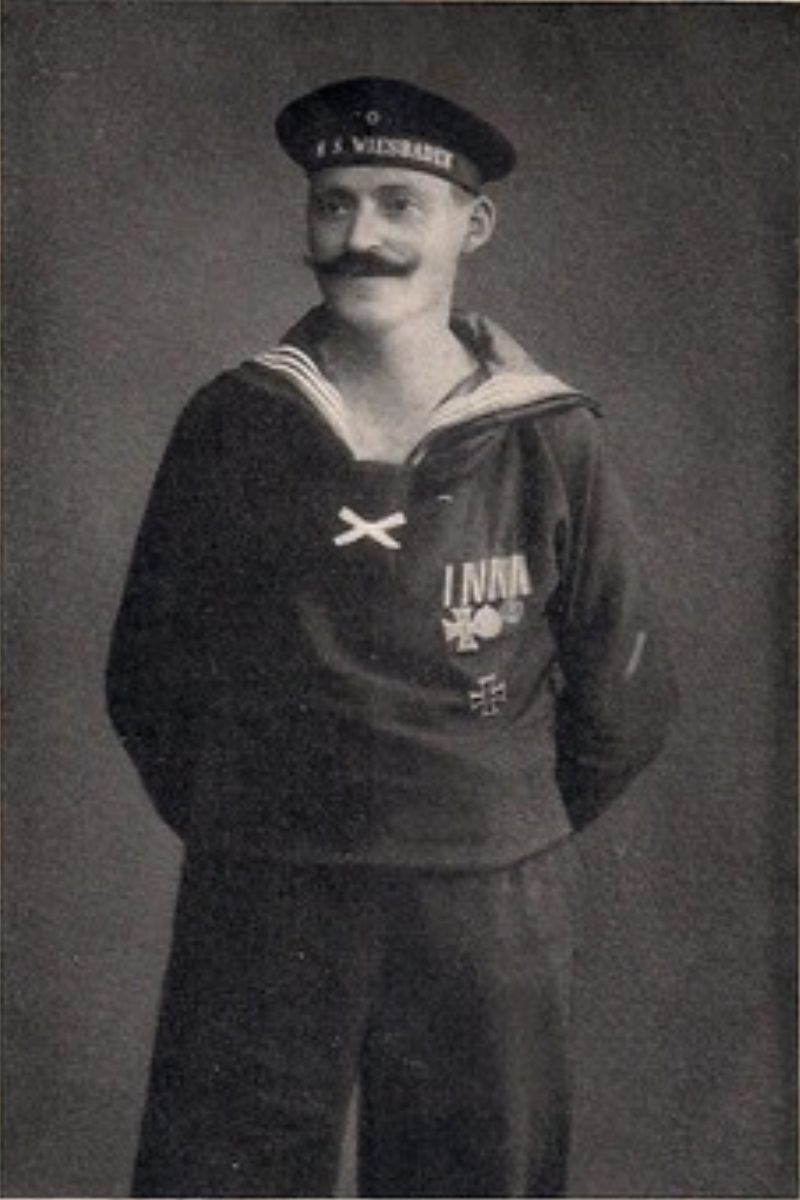
Oberheizer Hugo Zenne

Hugo Zenne (* in Jena; † 1961 in Gotha) war ein deutscher Oberheizer der Kaiserlichen Marine, der als einziger Überlebender des kleinen Kreuzers Wiesbaden in der Skagerrakschlacht Bekanntheit erlangte.

## Leben
Zenne diente als Oberheizer auf der Wiesbaden und nahm mit dieser an der Skagerrakschlacht teil. Das Schiff wurde schon zu Beginn der Schlacht durch einen Volltreffer in den Maschinenraum manövrierunfähig geschossen. Im Verlauf der Schlacht wurde es weiterhin von britischen Schiffen beschossen und erhielt noch einen Torpedotreffer ins Heck. Am 1. Juni 1916 gang das Schiff schließlich mit beinahe der ganzen Besatzung, darunter Kapitän zur See Fritz Reiß und der Matrose Gorch Fock, unter. Zenne war einer von 22 Männern, die sich auf drei Flöße retten konnten. Nach zwei Tagen war Zenne der einzige Überlebende und konnte von dem norwegischen Fischereifahrzeug Willy gerettet werden.
Noch während des Krieges veröffentlichte Kapitänleutnant Edgar von Spiegel von und zu Peckelsheim im Jahr 1917 das Buch Oberheizer Zenne: Der letzte Mann der „Wiesbaden“, das die Geschehnisse aus Zennes Sicht (in der Ich-Form) schildert.
Am 20. Mai 1916 wurde er mit der Tapferkeitsmedaille des Herzogtums Sachsen-Altenburg ausgezeichnet (Verleihungsnummer 3896). Auch wurde er mit dem Eisernen Kreuz I. und II. Klasse ausgezeichnet.
Nach Kriegsende heiratete er nach Gotha und wirkte dort als Reichsbahn-Obersekretär. 1929 wurde er als 1. Vorsitzender des Marinevereins von Holtzendorff in der Schäferstraße 3 geführt. In den 1930ern führte er die Marinekameradschaft Gotha. Am 1. Juni 1935 trug sich Zenne anlässlich der Gedenkfeier der Skagerrakschlacht in das Goldene Buch der Stadt Wiesbaden ein.
1949 wurde Zenne, nun im Ruhestand, weiterhin als Einwohner von Gotha in der Triniusstraße 7 aufgeführt. Er starb 1961 in Gotha.

## Schriften
- Eberhard von Mantey: Die letzten Stunden der S.M.S. „Wiesbaden“. In: Auf See Unbesiegt. Lehmann, München 1921.